# 沃莱姆埃萨尔
沃莱姆埃萨尔（法語：Velesmes-Essarts，法語發音：[vəlɛm ɛsaʁ]）是法国杜省的一个市镇，属于贝桑松区。

## 地理
沃莱姆埃萨尔（47°11'28"N, 5°52'29"E）面积2.92 平方千米，位于法国勃艮第-弗朗什-孔泰大區杜省，该省份为法国东部内陆省份，北起上索恩省，西接汝拉省，东部及东南部与瑞士接壤，东北部与贝尔福地区省接壤。
与沃莱姆埃萨尔接壤的市镇（或旧市镇、城区）包括：达讷马里叙克雷特、格朗方丹、圣维特、托尔普、奥塞勒-鲁泰勒。

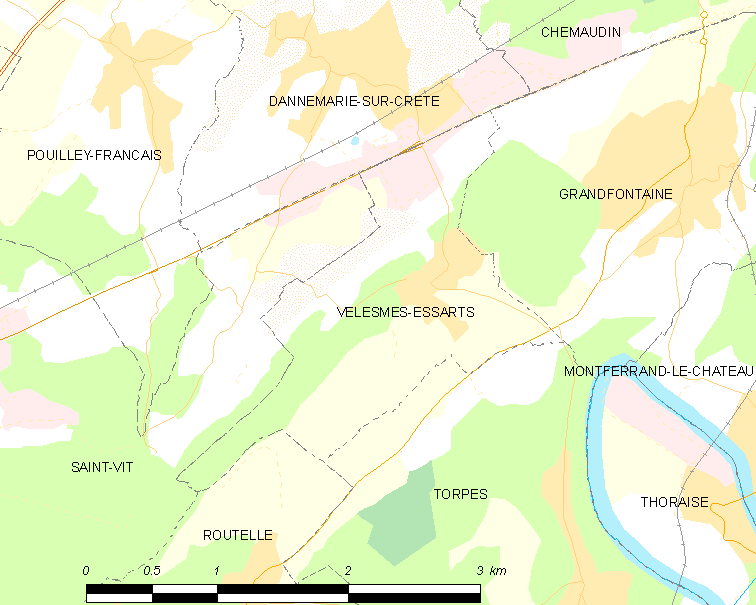
沃莱姆埃萨尔的OSM定位图

沃莱姆埃萨尔的时区为UTC+01:00、UTC+02:00（夏令时）。

## 行政
沃莱姆埃萨尔的邮政编码为25410，INSEE市镇编码为25594。

## 政治
沃莱姆埃萨尔所属的省级选区为圣维特县。

## 人口

1962-2008年间沃莱姆埃萨尔人口变化图示

沃莱姆埃萨尔于2022年1月1日时的人口数量为363人。